# Noboru Kawasaki
Noboru Kawasaki, pseudonimo di Shin Kawasaki (Osaka, 28 gennaio 1941), è un fumettista e illustratore giapponese.

## Biografia
È stato assistente di Takao Saitō. Nel 2003 si è trasferito a Kikuyō dove si occupa di illustrazioni per poster pubblicitari e libri.

## Opere
- Skyers 5 - testi di Takeshi Ishibashi (1966-1968)
- Animal 1 (1968)
- Tommy la stella dei Giants - testi di Ikki Kajiwara (1966-1971)
- Ugo il re del judo (1967-1972)
- Sam il ragazzo del West - testi di Sōji Yamakawa (1971-1974)
- Coccinella (1973-1975)

## Riconoscimenti
- Premio Shōgakukan per i manga per Animal 1 e Ugo il re del judo (1969)